# Конвой O-006 (грудень 1943)
Конвой O-006 (грудень 1943) — японський конвой часів Другої світової війни, проведений у листопаді — грудні 1943 року.
Конвой сформували проведення групи суден із Рабаула — головної передової бази японців в архіпелазі Бісмарка, з якої провадились операції на Соломонових островах та сході Нової Гвінеї. Місцем призначення при цьому був Палау, важливий транспортний хаб на заході Каролінських островів.
Конвой O-006 складався з транспортів «Гімалая-Мару», «Вельс-Мару», «Ніккі-Мару», «Шохо-Мару», «Шинью-Мару» та «Ава-Мару». Їхній ескорт мали забезпечувати мисливці за підводними човнами CH-37 та CH-38.
30 листопада о 3 годині ночі конвой вийшов із Рабаула та попрямував на північ. Увечері південніше від острова Новий Ганновер O-006 атакували гідролітаки PBY «Каталіна». Одна з трьох бомб влучила в «Гімалая-Мару». О 23:15 надійшов наказ полишити судно, яке затонуло о 23:34. На борту «Гімалая-Мару» перебувало близько 2500 осіб, проте абсолютну більшість із них врятували інші судна конвою. Загинуло 29 пасажирів та 6 членів екіпажу.
У якийсь момент до конвою O-006 приєднався ще один мисливець за підводними човнами CH-39, який прямував до Рабаула в супроводі конвою SO-505, проте після загибелі трьох із п'яти його суден пішов уперед на зустріч з O-006.
7 (за іншими даними — 8) грудня конвой прибув на Палау.
Незадовго до того, наприкінці жовтня та в середині листопада, з Рабаула в Палау пройшли ще два конвої з тим самим позначенням O-006.